# Masters de Roma 2009
El Masters de Roma 2009 (también conocido como Internazionali BNL d'Italia por razones de patrocinio) fue un torneo de tenis jugado sobre tierra batida. Fue la 66.ª edición de este torneo. El torneo masculino formó parte de los ATP World Tour Masters 1000 en la ATP. Se celebró entre el 25 de abril y el 4 de mayo de 2009.

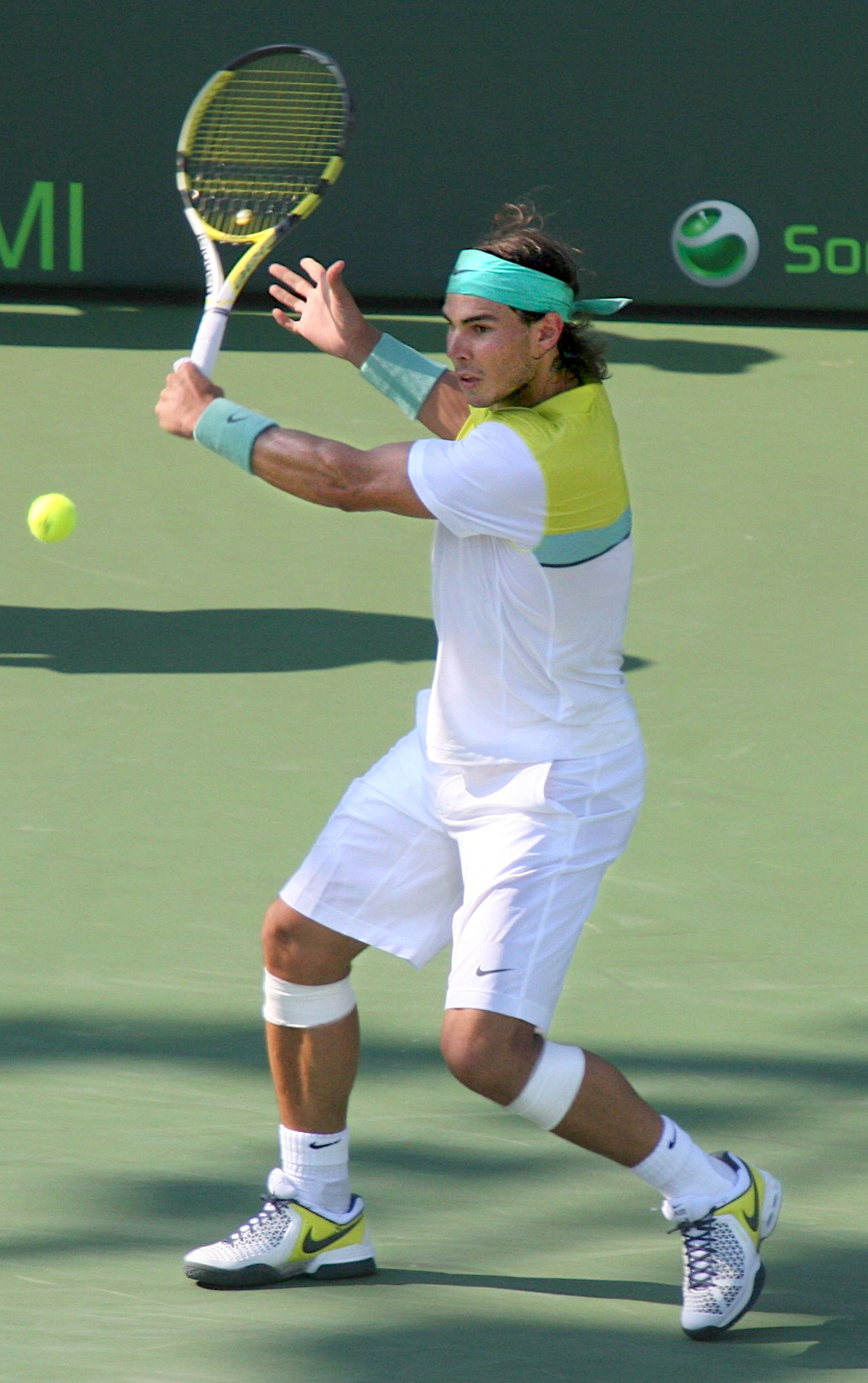
El No. 1 del mundo Rafael Nadal ganó su cuarto título en Roma en cinco años

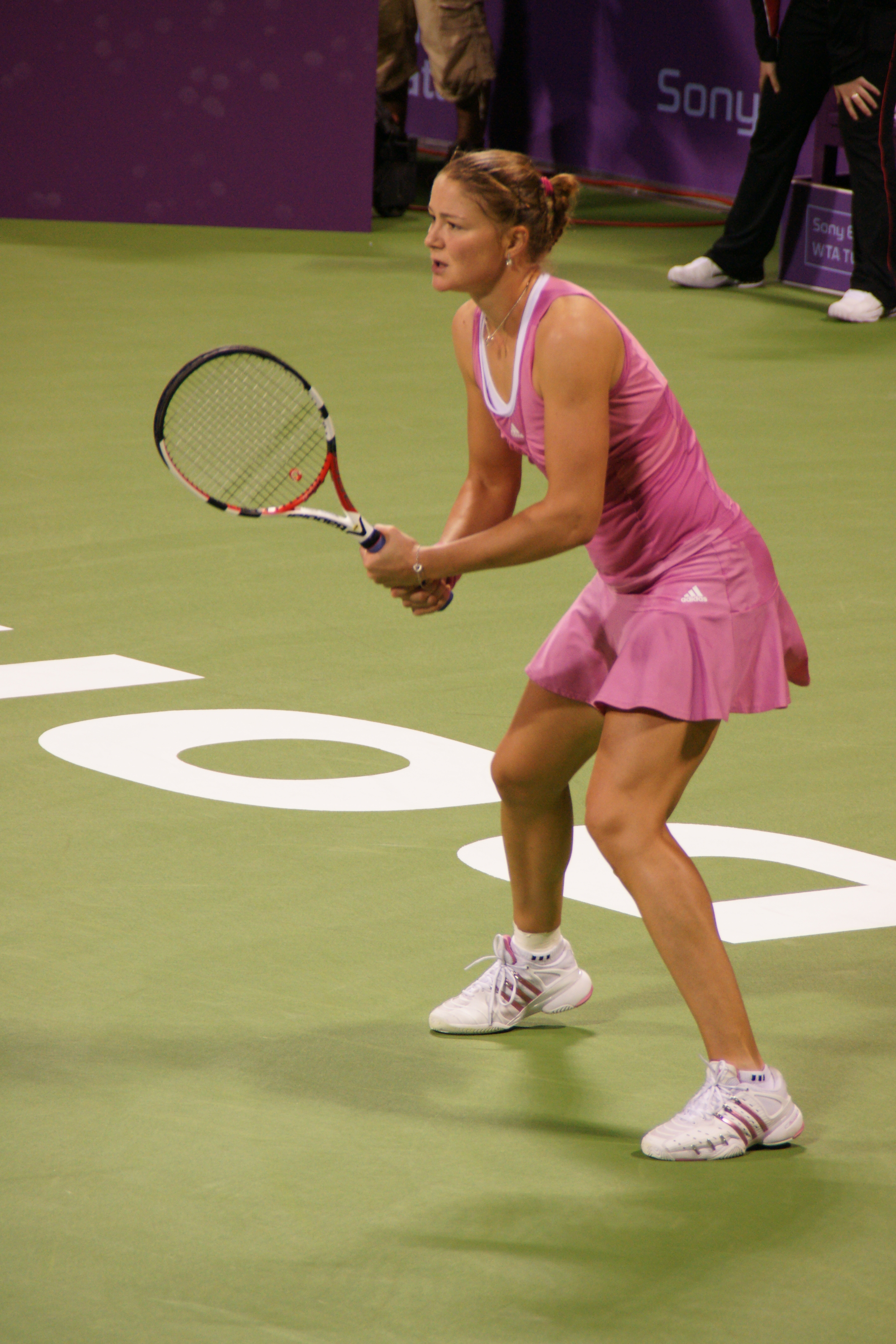
La campeona femenina y No.1 Dinara Safina

## Campeones

### Individuales masculinos
Rafael Nadal vence a  Novak Djokovic 7–6(2), 6–2.

### Dobles masculinos
Daniel Nestor /  Nenad Zimonjić vencen a  Bob Bryan  /  Mike Bryan, 7–6(5), 6–3

### Individuales femeninos
Dinara Safina vence a  Svetlana Kuznetsova, 6–3, 6–2.

### Dobles femeninos
Hsieh Su-wei /  Peng Shuai vencen a  Daniela Hantuchová /  Ai Sugiyama, 7–5, 7–6(5).